# Castagna (cognome)
Castagna è un cognome di lingua italiana.

## Varianti
Castagnari, Castagnelli, Castagneris, Castagneto, Castagnetta, Castagnetti, Castagnetto, Castagni, Castagnola, Castagnoli, Castagnone, Castagnotto, Castana, Castangia.

## Origine e diffusione
Il cognome è tipicamente panitaliano.
Potrebbe derivare dall'omonimo frutto e da alcuni mestieri ad essi connessi, oppure da sporadici toponimi.
La variante Castagnola è ligure; Castagnetti è emiliano; Castangia è sardo.

## Persone
- Giovanni Battista Castagna, meglio noto come papa Urbano VII – pontefice della Chiesa cattolica italiano
- Jacopo Castagna (1993) – doppiatore italiano
- Manlio Castagna (1974) – scrittore italiano